# San Ramón, Oaxaca
San Ramón är en ort i Mexiko.   Den ligger i kommunen Santa María Zaniza och delstaten Oaxaca, i den sydöstra delen av landet, 400 km sydost om huvudstaden Mexico City. San Ramón ligger 1 292 meter över havet och antalet invånare är 109.
Terrängen runt San Ramón är kuperad västerut, men österut är den bergig. Runt San Ramón är det ganska glesbefolkat, med 31 invånare per kvadratkilometer. Närmaste större samhälle är Las Huertas, 11,0 km sydost om San Ramón. I omgivningarna runt San Ramón växer i huvudsak städsegrön lövskog.